# Латыпов, Габдрахман Хакимович
Габдрахман Хакимович Латы́пов (1917 — 25 января 1945) — командир орудия 32-го артиллерийского полка (31-я стрелковая дивизия, 52-я армия, 1-й Украинский фронт), сержант. Герой Советского Союза (1945).

## Биография
Габдрахман Хакимович Латыпов родился в 1917 году в деревне Старобаширово Уфимского уезда Уфимской губернии (ныне Чекмагушевского района Башкирии). Татарин. Образование среднее. Член ВКП(б) с 1944 года. Работал финансовым инспектором.
В Красную Армию призван в июне 1941 года Чекмагушевским райвоенкоматом Башкирской АССР. В действующей армии с мая 1943 года.
Командир орудия 32-го артиллерийского полка (31-я стрелковая дивизия, 52-я армия, 1-й Украинский фронт) сержант Латыпов в числе первых 25 января 1945 года в составе штурмовой группы преодолел Одер юго-восточнее г. Бреслау (Вроцлав, Польша), участвовал в захвате плацдарма и отражении 12 контратак противника. Погиб в этом бою.
Похоронен в городе Вроцлав (Польша).

## Подвиг
«Командир орудия 32-го артиллерийского полка (31-я стрелковая дивизия, 52-я армия, 1-й Украинский фронт) сержант Латыпов Г. X. в числе первых 25 января 1945 года в составе штурмовой группы преодолел реку Одер юго-восточнее города Бреслау (Вроцлав, Польша), участвовал в захвате плацдарма. Пытаясь сбросить отважных артиллеристов в реку, противник в течение шестнадцати часов двенадцать раз переходил в контратаку.
Орудийный расчёт Габдрахмана Латыпова, несмотря на интенсивный ружейно-пулемётный и миномётный обстрел, непрерывно вёл огонь по врагу, помог переправившейся группе отбить все контратаки, удержать плацдарм до подхода нашей пехоты, уничтожив за время боя три пулемёта и до двух взводов пехоты противника. При отражении последней вражеской контратаки сержант Латыпов Г. X. погиб».
Указом Президиума Верховного Совета СССР от 10 апреля 1945 года за образцовое выполнение заданий командования и проявленные стойкость, мужество и героизм в боях с немецко-фашистскими захватчиками сержанту Латыпову Габдрахману Хакимовичу посмертно присвоено звание Героя Советского Союза.

## Награды
- Медаль «Золотая Звезда» Героя Советского Союза (10.04.1945)[3][4].
- Орден Ленина (10.04.1945).
- Медаль «За отвагу» (05.11.1944)[5].
- Медаль «За отвагу» (30.01.1945)[6].

## Память
- В деревне Старобаширово в доме, где родился и жил Герой Советского Союза Г. X. Латыпов, открыт музей.
- На фасаде дома-музея в память о славном земляке установлена мемориальная доска.
- Именем Героя Советского Союза Г. Х. Латыпова названы улицы в сёлах Старобаширово, Чекмагуш и Тайняшево.